# 雪村時人
雪村 時人（ゆきむら ときひと、1950年 - ）は、日本の医師、医学博士。元大阪大谷大学薬学部臨床薬理学教授、日本薬理学会代議員、日本高血圧学会評議員、日本腎臓学会評議員。

## 略歴
概略は以下のとおり。
- 1976年 大阪市立大学医学部卒業
- 1980年 大阪市立大学大学院医学研究科博士課程修了　「EDTAおよびverapamilのレニン分泌におよぼす影響」
- 1979年 ハイデルベルク大学薬理学研究所リサーチフェロー（～1981年）
- 1981年 大阪市立大学医学部薬理学助手
- 1985年 同講師
- 1988年 同在外研究員（米国カリフォルニア大学サンディエゴ校薬理学～1989年）
- 1990年 大阪市立大学医学部薬理学助教授
- 1996年 日本シエーリング株式会社（安全性部門）
- 2001年 日本オルガノン株式会社（臨床開発メディカルディレクター）
- 2004年 医療法人嘉誠会医師
- 2005年 大谷女子大学教授
- 2006年 大阪大谷大学教授（～2016年）

## 著書
- 岩尾洋・雪村時人『循環器の薬理学 – 薬物による生体機能の修飾と臨床使用』[5]メディカル・サイエンス・インターナショナル 2009年5月　ISBN:9784895926102
- 『安全性情報・症例の【日⇔英】翻訳 – 具体的事例に基づいた解説集』（共著）技術情報協会 2007年12月
- 『GCP適合性調査対策 – 各治験業務における指摘事項の分析とその対処法』（共著）技術情報協会　2006年5月
- 『MRのための市販後調査（PMS）と薬剤疫学』（共著）日本RAD-AR協議会　2001年3月

## 論文
- 国立情報学研究所収録論文 国立情報学研究所